# SD Estrella Roja
El SD Estrella Roja (en serbi: Sportsko društvo Crvena zvezda / Спортско друштво Црвена звезда) és un club poliesportiu de la ciutat de Belgrad a Sèrbia.
Va ser fundat el 4 de març de 1945 com una Societat Juvenil de Cultura Física amb set seccions esportives: escacs, atletisme, bàsquet, futbol, natació, rem i voleibol. El 12 d'octubre de 1946 va absorbir a una altra societat esportiva similar anomenada Student, incrementant d'aquesta manera el nombre de seccions esportives que la componien. El 1948 aquestes seccions esportives es van transformar en clubs i la Societat Juvenil de Cultura Física Estrella Roja va passar a denominar-se Societat Esportiva Estrella Roja.

## Seccions
La SD Estrella Roja té seccions esportives en les següents disciplines:
| Esport               | Nom                                              | Fundació |
| -------------------- | ------------------------------------------------ | -------- |
| Arts marcials mixtes | Sportski klub Crvena zvezda Ginis                | 1997     |
| Atletisme            | Atletski klub Crvena zvezda                      | 1945     |
| Automobilisme        | Automobilski karting sportski klub Crvena zvezda | 1946     |
| Basquetbol           | Košarkaški klub Crvena zvezda                    | 1945     |
| Bitlles              | Kuglaški klub Crvena zvezda                      | 1953     |
| Boxa                 | Bokserski klub Crvena zvezda                     | 1952     |
| Bridge               | Bridž klub Crvena zvezda                         | 1995     |
| Ciclisme             | Biciklistički klub Crvena zvezda                 | 1947     |
| Escacs               | Šahovski klub Crvena zvezda                      | 1945     |
| Esgrima              | Mačevalački klub Crvena zvezda                   | 1946     |
| Esquí                | Skijaški klub Crvena zvezda                      | 1946     |
| Futbol               | Fudbalski klub Crvena zvezda                     | 1945     |
| Futbol sala          | Klub malog fudbala Crvena zvezda                 | 2019     |
| Halterofília         | Klub dizača tegova Crvena zvezda                 | 1996     |
| Handbol              | Rukometni klub Crvena zvezda                     | 1948     |
| Hoquei sobre gel     | Sportski klub za hokej na ledu Crvena zvezda     | 1946     |
| Judo                 | Džudo klub Crvena zvezda                         | 1955     |
| Karate               | Karate klub Crvena zvezda                        | 1972     |
| Kickboxing           | Kik boks klub Crvena zvezda Delije               | 1995     |
| Lluita               | Rvački klub Crvena zvezda                        | 1953     |
| Rem                  | Veslački klub Crvena zvezda                      | 1922     |
| Rugbi a 13           | Ragbi liga klub Crvena zvezda                    | 2006     |
| Rugbi a 15           | Beogradski ragbi klub Crvena zvezda              | 1982     |
| Tir olímpic          | Streljački klub Crvena zvezda                    | 1980     |
| Natació              | Plivački klub Crvena zvezda                      | 1946     |
| Taekwondo            | Tekvondo klub Crvena zvezda                      | 1994     |
| Tennis               | Teniski klub Crvena zvezda                       | 1946     |
| Tennis de taula      | Stonoteniski klub Crvena zvezda                  | 1945     |
| Voleibol             | Odbojkaški klub Crvena zvezda                    | 1945     |
| Waterpolo            | Vaterpolo klub Crvena zvezda                     | 1945     |